# Radosław Majecki
Radosław Majecki (Starachowice, 16 novembre 1999) è un calciatore polacco, portiere del Brest, in prestito dal Monaco.

## Carriera

### Club
Il 29 gennaio 2020 è acquistato dal Monaco per 7 milioni, rimanendo in prestito al Legia fino al termine della stagione.

### Nazionale
Con la nazionale Under-20 polacca ha preso parte al campionato mondiale di calcio Under-20 2019.
Il 9 ottobre 2021 esordisce in nazionale maggiore subentrando a Łukasz Fabiański (all'ultima gara in nazionale) nel successo per 5-0 contro San Marino.

## Statistiche

### Presenze e reti nei club
Statistiche aggiornate al 26 dicembre 2024.
| Stagione                 | Squadra                  | Campionato               | Campionato | Campionato | Coppe nazionali | Coppe nazionali | Coppe nazionali | Coppe continentali | Coppe continentali | Coppe continentali | Altre coppe | Altre coppe | Altre coppe | Totale | Totale | Totale |
| Stagione                 | Squadra                  | Comp                     | Pres       | Reti       | Comp            | Pres            | Reti            | Comp               | Pres               | Reti               | Comp        | Pres        | Reti        | Pres   | Reti   |        |
| ------------------------ | ------------------------ | ------------------------ | ---------- | ---------- | --------------- | --------------- | --------------- | ------------------ | ------------------ | ------------------ | ----------- | ----------- | ----------- | ------ | ------ | ------ |
| 2016-2017                | Legia Varsavia II        | 3L                       | 17         | -20        | -               | -               | -               | -                  | -                  | -                  | -           | -           | -           | 17     | -20    |        |
| 2016-2017                | Legia Varsavia           | EK                       | 0          | 0          | CP              | 0               | 0               | UCL+UEL            | 0                  | 0                  | SP          | 0           | 0           | 0      | 0      |        |
| 2017-2018                | Stal Mielec              | EK                       | 32         | -40        | CP              | 1               | 0               | -                  | -                  | -                  | -           | -           | -           | 33     | -40    |        |
| 2018-2019                | Legia Varsavia II        | 3L                       | 9          | -16        | -               | -               | -               | -                  | -                  | -                  | -           | -           | -           | 9      | -16    |        |
| Totale Legia Varsavia II | Totale Legia Varsavia II | Totale Legia Varsavia II | 26         | -36        |                 | -               | -               |                    | -                  | -                  |             | -           | -           | 26     | -36    |        |
| 2018-2019                | Legia Varsavia           | EK                       | 14         | -12        | CP              | 3               | -3              | UCL+UEL            | 0                  | 0                  | SP          | 0           | 0           | 17     | -15    |        |
| 2019-2020                | Legia Varsavia           | EK                       | 33         | -31        | CP              | 0               | 0               | UEL                | 8                  | -1                 | -           | -           | -           | 41     | -32    |        |
| Totale Legia Varsavia    | Totale Legia Varsavia    | Totale Legia Varsavia    | 47         | -43        |                 | 3               | -3              |                    | 8                  | -1                 |             | 0           | 0           | 58     | -47    |        |
| 2020-2021                | Monaco                   | L1                       | 1          | -1         | CF              | 6               | -3              | -                  | -                  | -                  | -           | -           | -           | 7      | -4     |        |
| 2021-2022                | Monaco                   | L1                       | 0          | 0          | CF              | 2               | -1              | UCL+UEL            | 1+1                | -1 + -1            | -           | -           | -           | 4      | -3     |        |
| 2022-2023                | Cercle Bruges            | D1                       | 28+6       | -37 + -9   | CB              | 0               | 0               | -                  | -                  | -                  | -           | -           | -           | 34     | -46    |        |
| 2023-2024                | Monaco                   | L1                       | 12         | -10        | CF              | 3               | -4              | -                  | -                  | -                  | -           | -           | -           | 15     | -14    |        |
| 2024-2025                | Monaco                   | L1                       | 7          | -8         | CF              | 0               | 0               | UCL                | 4                  | -7                 |             | -           | -           | 11     | -15    |        |
| Totale Monaco            | Totale Monaco            | Totale Monaco            | 20         | -19        |                 | 11              | -8              |                    | 6                  | -9                 |             | -           | -           | 37     | -36    |        |
| Totale carriera          | Totale carriera          | Totale carriera          | 159        | -184       |                 | 15              | -11             |                    | 14                 | -10                |             | 0           | 0           | 188    | -205   |        |

### Cronologia presenze e reti in nazionale
| Cronologia completa delle presenze e delle reti in nazionale ― Polonia | Cronologia completa delle presenze e delle reti in nazionale ― Polonia | Cronologia completa delle presenze e delle reti in nazionale ― Polonia | Cronologia completa delle presenze e delle reti in nazionale ― Polonia | Cronologia completa delle presenze e delle reti in nazionale ― Polonia | Cronologia completa delle presenze e delle reti in nazionale ― Polonia | Cronologia completa delle presenze e delle reti in nazionale ― Polonia | Cronologia completa delle presenze e delle reti in nazionale ― Polonia |
| Data                                                                   | Città                                                                  | In casa                                                                | Risultato                                                              | Ospiti                                                                 | Competizione                                                           | Reti                                                                   | Note                                                                   |
| ---------------------------------------------------------------------- | ---------------------------------------------------------------------- | ---------------------------------------------------------------------- | ---------------------------------------------------------------------- | ---------------------------------------------------------------------- | ---------------------------------------------------------------------- | ---------------------------------------------------------------------- | ---------------------------------------------------------------------- |
| 9-10-2021                                                              | Varsavia                                                               | Polonia                                                                | 5 – 0                                                                  | San Marino                                                             | Qual. Mondiali 2022                                                    | -                                                                      | 57’                                                                    |
| Totale                                                                 |                                                                        | Presenze                                                               | 1                                                                      |                                                                        | Reti                                                                   | 0                                                                      |                                                                        |

## Palmarès

### Club

#### Competizioni nazionali
- Campionato polacco: 2

Legia Varsavia: 2016-2017, 2019-2020